# Estación de La Granja
La Granja, anteriormente denominada como La Granja de San Vicente, es una estación ferroviaria situada en la localidad de La Granja de San Vicente en el municipio español de Torre del Bierzo en la provincia de León, comunidad autónoma de Castilla y León. Dispone de servicios de Media Distancia operados por Renfe.

## Situación ferroviaria
La estación se encuentra en el punto kilométrico 213,356 de la línea férrea de ancho ibérico que une León con La Coruña a 908 metros de altitud, entre las estaciones de Brañuelas y Torre del Bierzo. El tramo, que es de vía única y está electrificado, dibuja un singular bucle debido a la orografía del terreno y al fuerte desnivel existente que se tuvo que sortear a base del mencionado rodeo y de varios túneles siendo el más destacado el conocido con el nombre de Túnel del lazo.

## Historia

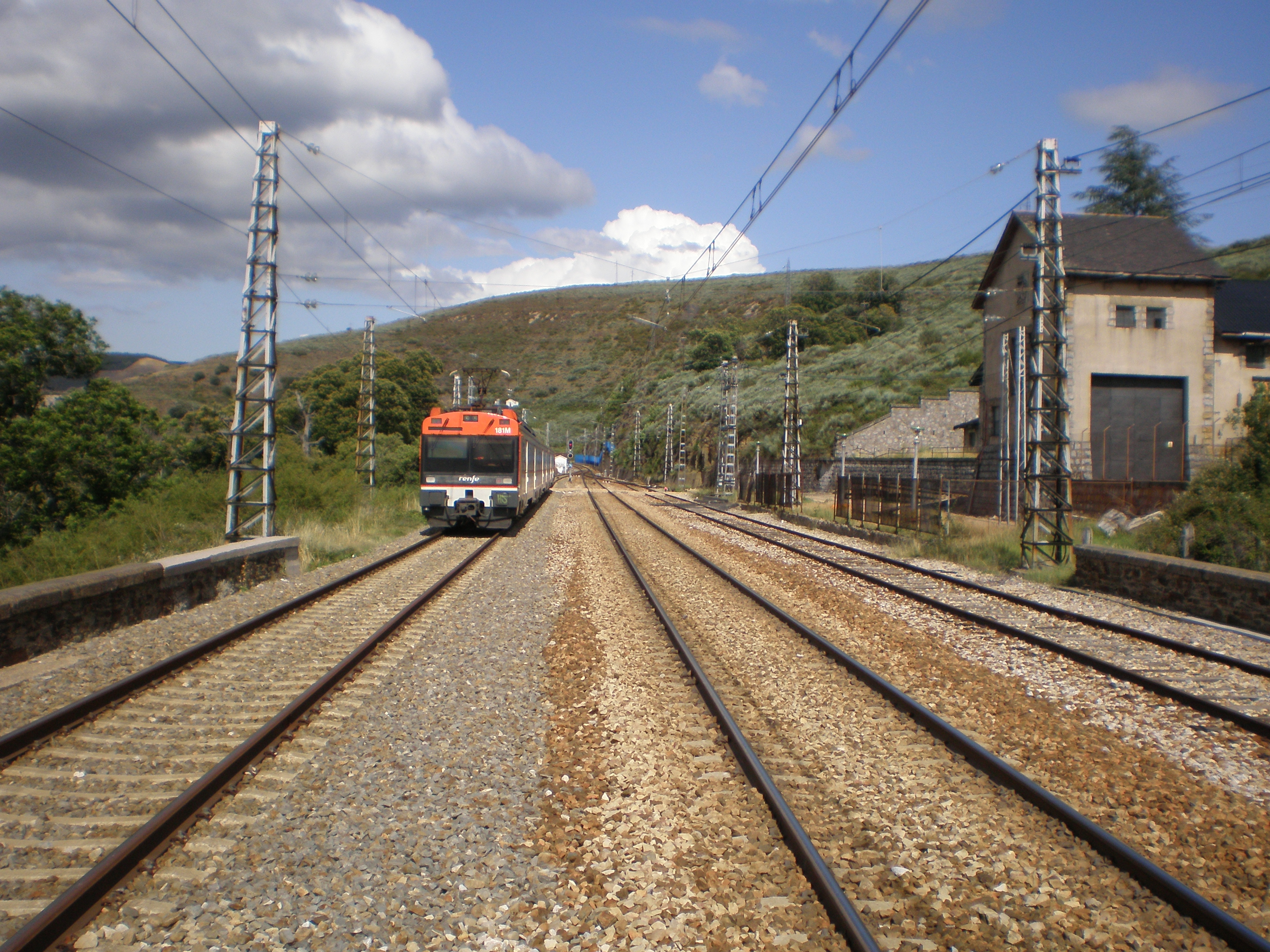
Una unidad eléctrica múltiple de la serie 470 de Renfe Operadora en la estación de La Granja (La Granja de San Vicente).

La estación fue abierta al tráfico el 4 de febrero de 1882 con la puesta en marcha del tramo Ponferrada-Brañuelas de la línea que pretendía unir Palencia con La Coruña. Los casi catorce años que separan la apertura de este tramo del anterior entre Brañuelas y Astorga dejan patente las dificultades encontradas para dar con un trazado cuyo desnivel fuera asumible por las locomotoras de la época. Las obras corrieron a cargo de la Compañía de los Ferrocarriles de Asturias, Galicia y León o AGL creada para continuar con los proyectos iniciados por Noroeste y gestionar sus líneas. En 1885, la mala situación financiera de AGL tuvo como consecuencia su absorción por parte de Norte. En 1941, la nacionalización del ferrocarril en España supuso la desaparición de esta última y su integración en la recién creada RENFE. 
Desde el 31 de diciembre de 2004 Renfe Operadora explota la línea mientras que Adif es la titular de las instalaciones ferroviarias.

## La estación
Se sitúa al sur del núcleo urbano. No conserva su antiguo edificio para viajeros que fue sustituido por una moderna caseta formada por una zona de asiento cubierta y un recinto que alberga un gabinete de circulación. Dispone de tres vías y de dos andenes, uno lateral y otro central. 

## Servicios ferroviarios

### Media Distancia
Los servicios de Media Distancia de Renfe que tienen parada en la estación enlazan La Granja con las ciudades de León y Ponferrada. 
| Línea MD | Servicio        | Origen/Destino | Paradas intermedias | Destino/Origen          |
| -------- | --------------- | -------------- | --- | ----------------------- |
| 17       | Regional Exprés | Ponferrada     | San Miguel de las Dueñas · Bembibre · La Granja · Brañuelas · Porqueros · Vega-Magaz · Astorga · Nistal · Barrientos · Veguellina · Villavante · Quintana-Raneros · León · Palanquinos · El Burgo Ranero · Sahagún · Grajal · Villada · Paredes de Nava · Becerril · Grijota · Palencia · Venta de Baños · Dueñas · Cabezón de Pisuerga · Valladolid-Universidad | Valladolid-Campo Grande |
| 23       | Regional Exprés | León           | Quintana-Raneros · Villavante · Veguellina · Barrientos · Nistal · Astorga · Vega-Magaz · Porqueros · Brañuelas · La Granja · Torre del Bierzo · Bembibre · San Miguel de las Dueñas | Ponferrada              |